# Алтарь Монтефельтро
«Алтарь Монтефельтро» (итал.  Pala Montefeltro, La Pala di Brera) — знаменитая алтарная картина периода кватроченто — раннего итальянского Возрождения, написанная художником Пьеро делла Франческа в 1472—1474 годах по заказу изображённого на полотне герцога Урбинского Федерико да Монтефельтро. Относится к особому иконографическому типу «Святого Собеседования» (итал. Sacra Conversazione) — «молчаливой беседе» Мадонны с Младенцем, шестью святыми, четырьмя ангелами и донатором (дарителем) Федерико да Монтефельтро. Хранится в Пинакотеке Брера в Милане, отсюда второе название.

## История
Картина написана по случаю рождения в 1472 году супругой герцога Баттистой Сфорца наследника, сына Гвидобальдо, что было воспринято как чудо после предыдущих родов, давших герцогу восемь дочерей. Сама герцогиня родов не пережила, что привносит в историю картины оттенок скорби. Алтарь должен был обеспечить покровительство Девы Марии семье Монтефельтро.
Картина находилась в главном алтаре церкви Сан-Бернардино в Урбино, перенесена в Милан в 1811 году в результате наполеоновских реквизиций. Некоторые части алтаря (в частности, руки герцога), вероятно, дописаны придворным живописцем Педро Берругете около 1474 года.

## Иконография
В центре представлена Дева Мария с Младенцем Иисусом на руках в окружении группы избранных святых. На переднем плане справа, в латах кондотьера — коленопреклонённый заказчик герцог Федериго де Монтефельтро. По обе стороны Мадонны — слева направо: Иоанн Креститель, Св. Бернардин, Св. Иероним (в образе монаха-отшельника, бьющий себя камнем в грудь), Св. Франциск (показывающий стигматы), Св. Пётр Мученик (с раной на голове, возможно, скрытый портрет математика фра Луки Пачоли) и Иоанн Богослов. Позади четыре ангела.
Изображение Девы Марии в подобной иконографии интерпретируют в качестве Марии-Экклесии (олицетворения Церкви). На шее Богомладенца показана «веточка» красного коралла — «корнетто» (итал. cornetto — рогалик, рогатка), напоминающий фигурку человека. В католических странах — оберег (амулет), охранительный талисман. В христианской иконографии символ жизни и смерти, пролитой крови во имя искупления Спасителем человеческих грехов и Воскресения к вечной жизни. Младенец, спящий на коленях Экклесии, символизирует искупительную жертву на алтаре церкви и также считается иконографическим прообразом будущей Пьеты, когда Христа изображают на коленях оплакивающей его Матери.
Схожие композиции встречаются в живописи многих итальянских художников, например Пьеро Козимо Туры, Нери ди Бичи. Они иногда сопровождаются надписями, отсылающими к строке Песни песней: «Я сплю, а сердце моё бодрствует» (Песн 5:2).
В конхе апсиды показана раковина с подвешенным к ней на ниточке большим страусиным яйцом. «Согласно средневековым бестиариям, яйцо страуса символизирует девственное рождение. Страус выкапывает ямку для яйца, засыпает её песком, и детёныш рождается сам по себе. Это наивное представление было усвоено христианской иконографией». Как и «Врата заключённые» страусиное яйцо — «символ девственности Марии».
Сверкающее белизной яйцо (в качестве древнего символа рождения Вселенной) в истории христианского искусства сопоставляли с двумя другими символами чистоты Девы Марии: раковиной и жемчугом. В текстах акафиста Богородицу называют «жемчужницей», «раковиной, обагрившей пурпурное одеяние Бога… Раковиной, принесшей Божественный жемчуг». Существует предположение о постепенном слиянии акафистной символики с символикой полукруглого алтарного перекрытия — конхи апсиды (греч. κόγχη — раковина). Помимо этого, изображение страуса является одним из геральдических символов рода Монтефельтро.
Изображения яйца как жемчужины в раковине-жемчужнице можно видеть в алтарных картинах Витторе Карпаччо, Лоренцо Лотто, Луки Синьорелли и многих других художников. Эту иконографическую традицию также связывают с литургическим обычаем католической церкви XIII—XIV веков вывешивания в посвящённых Богоматери храмах настоящих либо искусственных яиц большого размера. Трон Девы Марии в картине покоится на драгоценном анатолийском ковре, редком предмете, изображения которого встречаются в живописи фламандских художников.
Долгое время картина находилась в глубине просторной апсиды. Архитектура, написанная художником на картине, «достраивала» действительную архитектуру церкви, чему способствовала иллюзорная трактовка светотени, но фигуры «выведены» художником из перспективы, они условно изображены «вне стен»: и не внутри, и не снаружи.
По утверждению Т. Кларка, архитектурный фон картины вдохновлён интерьером церкви Сант-Андреа в Мантуе (проект Леона Баттисты Альберти 1470 года). Работа над картиной была начата в 1472 году, и вполне вероятно, что между двумя художниками произошёл обмен мнениями и идеями во время их вероятной встречи в Римини и, возможно, в самом Урбино, хотя, скорее, архитектурное влияние следует приписать Филиппо Брунеллески.